# ジャン・ジョレス

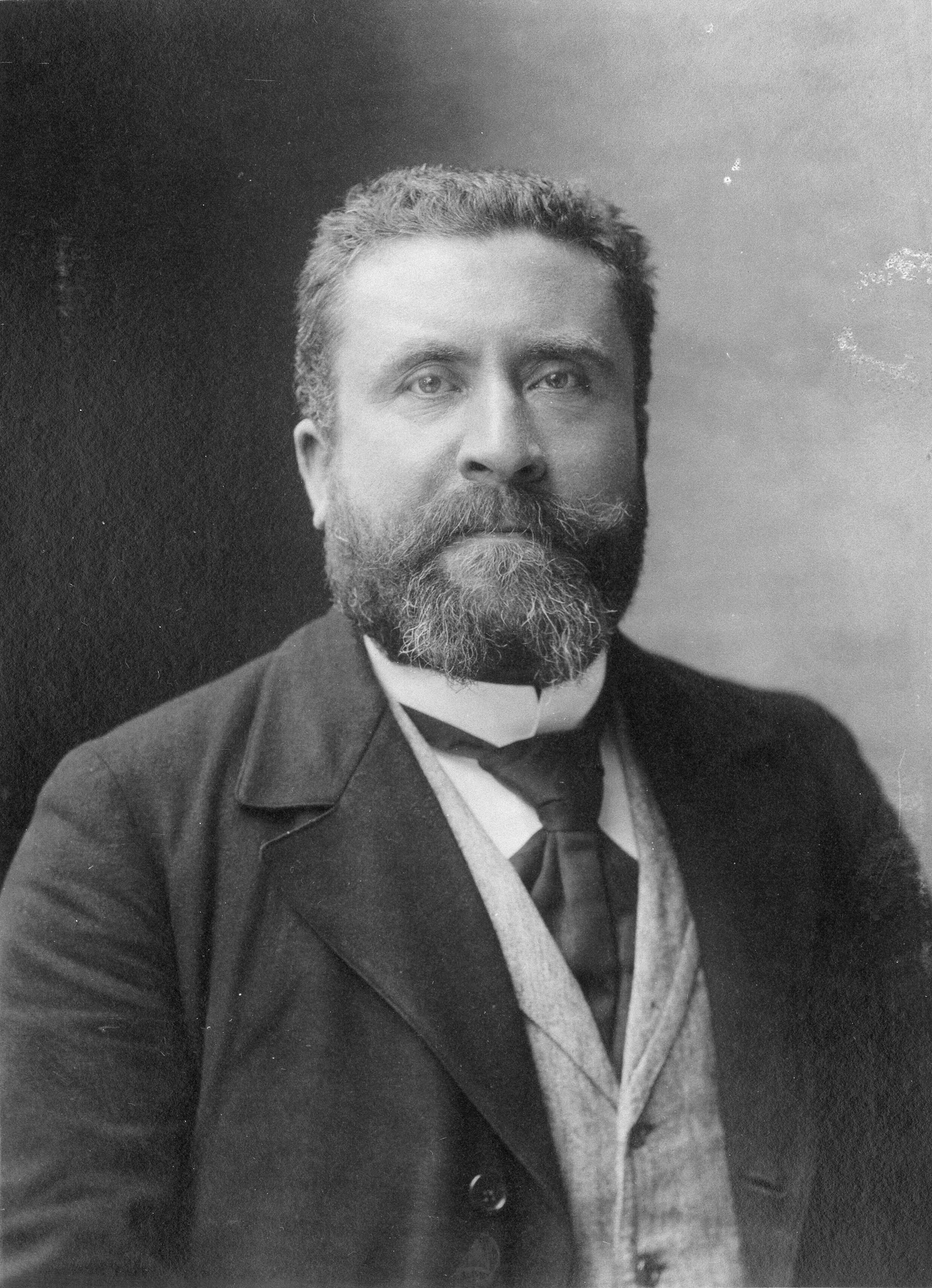
ジャン・ジョレス

オーギュスト・マリ・ジョゼフ・ジャン・レオン・ジョレス（Auguste Marie Joseph Jean Léon Jaurès、1859年9月3日 - 1914年7月31日）は、フランスの社会主義者、政治家。修正主義を主張し、教条主義派とは対立した。また、圧倒的な大衆の人気を誇る雄弁家として知られた。第一次世界大戦に反対するが、狂信的な国家主義者に暗殺された。

## 経歴

### 生い立ち
1859年9月3日タルヌ県のカストルで、商業と農業を営む小ブルジョア階級の家庭に生まれる。ルイ・ルグラン学院を経て、高等師範学校で学び、哲学の学位を得る。その後、2年間アルビのリセを経て、1883年から1885年にトゥールーズ大学の哲学教授として教壇に立った。

### 国政の場へ
1885年の議会選挙でタルヌ県から下院（代議院）選挙に立候補し当選する。下院では中道左派会派に属した。1889年の議会選挙では落選した。

### 学究生活への復帰
落選中は再びトゥールーズに戻り学究生活を送った。この間、ツールーズ大学医学部設立に尽力している。De primis socialismi germanici lineamentis apud Lutherum, Kant, Fichte et Hegel (1891年)と、De la réalité du monde sensibleの二論文で哲学博士号取得。

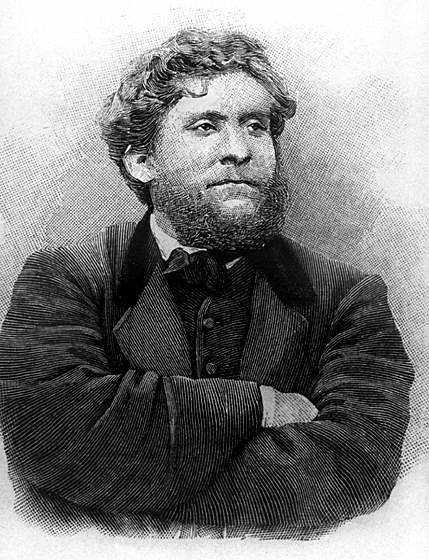
ジャン・ジョレス

### 社会主義者として
ジョレスは当初、政治思想として穏健共和主義を支持し、ジョルジュ・クレマンソーに代表される急進主義や社会主義に反対する立場を取っていた。そのジョレスが社会主義者に転向したのが1890年代後半とされる。ジョレスは、1892年タルヌ県カルモーで社会主義者と見なされた鉱山労働者が解雇されたことが原因でストライキが起きた際、ストを強力に支援した。翌1893年の議会選挙でアルビから下院議員に立候補し再選された。しかし、これもつかの間、4年後の1898年の議会選挙では再び落選の憂き目に会う。しかし、落選中の4年間、その卓越した雄弁と知性によって左翼政治家の筆頭として存在感を増していった。ジョレスは、『La Petite République』紙（フランス語: La Petite République）の編集に携わり、ドレフュス事件では、被告ドレフュス側に立って、ドレフュスの無罪を主張する著書『証拠』（Les Preuves)を刊行した。ルネ・ワルデック＝ルソー内閣に社会主義者として初めて入閣したアレクサンドル・ミルラン（のちに大統領）に関しては、ブルジョワ内閣に包含されたとして批判するジュール・ゲード派などが存在したが、ジョレス自身はミルランを支持している。

### 社会党（SFIO）の指導者として
1902年の議会選挙で下院議員に三度目の当選を果す。ジョレスは、急進社会党との合同を目指しブロック・ナシオナール結成に動く。1904年には『リュマニテ』紙（フランス語: L'Humanité）を創刊、編集する。1905年3月にフランスの社会主義諸政党は、新たな社会主義政党の結成を目指しルーアンで会議を開催した。ジョレスとゲードは、急進派とは一線を画した上で、統一社会党 Parti Socialiste Unifié 、PSUを創設し、社会主義政党統一の第一歩とした。そして同年、フランスの全社会主義政党は、第二インターナショナルフランス支部としてフランス社会党（SFIO）を結成する。1906年の議会選挙で当選する。第一次世界大戦直前のナショナリズムの高揚の中で、帝国主義戦争に反対し和平への呼びかけを勧めた。

### 暗殺

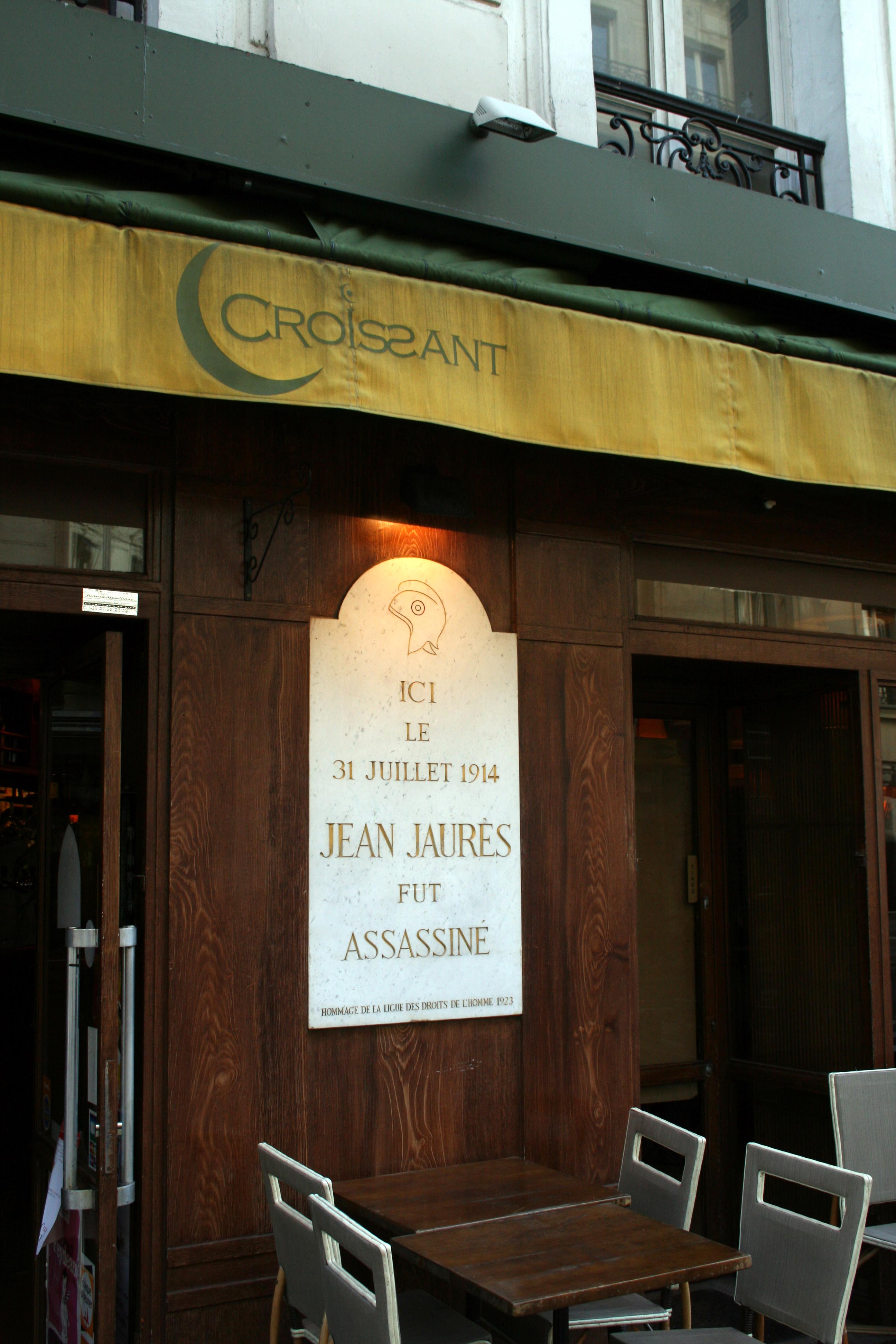
ジョレスが暗殺されたカフェ・クロワッサン

1914年7月31日に熱狂的な愛国者ラウール・ヴィラン（Raoul Vilain）によりカフェ・クロワッサンで暗殺された（ジャン・ジョレス暗殺事件）。それは、第一次世界大戦が勃発し、フランスが総動員体制（いわゆる「ユニオン・サクレ」）に入る前日のことであった。

## 著書
労働者と農民の立場から見た社会史としては初めての試みの一つである、大著『フランス大革命史 Histoire socialiste de la Révolution Française,1901-04年』4巻は、後のジョルジュ・ルフェーブル、アルベール・マティエのフランス革命研究に刺激を与えた。若きロラン・バルトもジョレスの支持者だった。
- De primis socialismi germanici lineamentis apud Lutherum, Kant, Fichte et Hegel, 1891年
- De la réalité du mond sensible, 1891年
- Le socialisme et l'enseignement, 1899年
- Etudes socialiste, 1902年
- Histoire de la République française, 1901-08年（編集）
  - 『仏蘭西大革命史』（全8巻・16冊）村松正俊・大村雄治共訳、平凡社、1930-1932年（第1巻：憲法制定議会 上下 - 第2巻：憲法制定議会の業蹟 上下 - 第3巻：立法議会 上下 - 第4巻：共和国 上下 - 第5巻：フランス革命とヨーロッパ 上下 - 第6巻：ジロンド党 上下 - 第7巻：山岳党 上下 - 第8巻：革命政府 上下）